# میشی‌هاسه
میشی‌هاسه Mishihase (粛填)، که به عنوان آشی‌هاسه و شوکوشین نیز خوانده می‌شود، مردمی از ژاپن باستانی بودند که معتقد بودند در امتداد بخش شمالی ساحل دریای ژاپن زندگی کرده‌اند. اصطلاح شوشن که 肅愼 ترجمه شده است، در سوابق چینی یافت می‌شود، اما در اسناد زبان ژاپنی به عنوان میشی‌هاسه یا آشی هاسه مشروح شده است، که در ژاپنی مدرن باید به میشی واسه Mishiwase یا آشی واسه Ashiwase تبدیل شود، اگر این کلمه در گفتار محاوره باقی مانده بود.
بر اساس «نیهون شوکی»، میشی‌هاسه اولین بار در زمان امپراتور کیم‌می به جزیره سادو رسیدند. در سال ۶۶۰، ژنرال ژاپنی آبه نو هیرافو به درخواست ساکنان بومی، میشی‌هاسه را در «واتاریشیما» شکست داد. در طول دوره ادو، آرای هاکوسکی پیشنهاد کرد که واتاریشیما یزو است که بعداً به هوکایدو تغییر نام داد. محل جنگ به عنوان دهانه رودخانه بزرگی ثبت شده است که پیشنهاد می‌شود رود ایشی‌کاری باشد.
برخی از مورخان معتقدند که میشی‌هاسه با مردمان تونگوز سوشن در سوابق چینی یکسان بوده است، اما دیگران فکر می‌کنند که مردمان ژاپنی بر اساس دانش خود از سوابق چینی، مردم بومی شمال شرق را نام گذاری کردند، درست همان‌طور که چینی‌ها در دوره سه پادشاهی انجام دادند. اکثر آنها، از جمله Kisao Ishizuki (1979) از دانشگاه ساپورو، نشان می‌دهند که میشی‌هاسه نیوخ‌ها متعلق به فرهنگ اوخوتسک بودند.
در سال ۶۶۰ میلادی ژاپنی‌ها به فرماندهی آبه نو هیرافو مردم میشی‌هاسه را در هوکایدو قتل‌عام کردند. ژاپنی‌ها تا بیش از ۷۰۰ سال بعد به هوکایدو بازنگشتند.